# Luke Lewis

a Compétitions nationales et continentales officielles uniquement.

b Matchs officiels uniquement.
Luke Lewis, né le 11 août 1983 à Sydney, est un joueur de rugby à XIII australien évoluant au poste de deuxième ligne ou troisième ligne (mais ayant déjà joué ailier, centre ou demi). Il a commencé sa carrière professionnelle aux Penrith Panthers en 2001 avant de signer en 2012 pour les Cronulla Sharks. Titulaire dans ce club, il a pris part au City vs Country Origin du côté de City ainsi qu'au State of Origin avec les New South Wales Blues. Enfin, il est sélectionné en équipe d'Australie pour le Tournoi des Quatre Nations 2009 en Angleterre et en France.

## Palmarès
- Collectif :
  - Vainqueur de la Coupe du monde : 2013 (Australie).
  - Vainqueur du Tournoi des Quatre Nations : 2009 et 2011 (Australie).
  - Vainqueur du State of Origin : 2004 et 2014 (Nouvelle-Galles du Sud).
  - Vainqueur de la National Rugby League : 2003 (Panthers de Penrith) et 2016 (Sharks de Cronulla-Sutherland).

- Individuel :
  - Élu meilleur joueur de la finale de la National Rugby League : 2016 (Sharks de Cronulla-Sutherland).
  - Élu meilleur troisième ligne de la National Rugby League : 2010 (Panthers de Penrith).